# Hex; or Printing in the Infernal Method
Hex; or Printing in the Infernal Method ist das vierte Studioalbum der amerikanischen Drone-Band Earth. Der Titel ist ein Anspielung auf die „höllische Methode“ („infernal Method“) des Druckens in William Blakes The Marriage of Heaven and Hell.

## Entstehung
Das Album war die erste Veröffentlichung von Earth, nachdem die Band neun Jahre aufgrund von Dylan Carlsons Drogenproblemen pausiert hatte.

## Stil und Inhalt
Die Gitarren auf Hex sind, anders als auf den Vorgängeralben, nicht verzerrt. Das Album ist für das Genre relativ schnell, die hohen Soli der Pedal-Steel- und Lapsteel-Gitarre geben der Musik einen Country- und Americana-Touch, der das Doom-Genre sprengt.

## Rezeption
Trotz des radikalen Stilwechsels wurde „Hex“ von Fans und Kritikern oft gelobt.
Der Allmusic-Guide vergab für das Album dreieinhalb von fünf Sternen.
Stewart Voegtlin sieht das Album als „Symbol“ an. Austin Gaines bezeichnet es als „überraschend schönes Instrumentalalbum“, obwohl er es im selben Artikel als „Ansammlung von Riffs“ beschreibt.

## Titelliste
1. Mirage – 1:45
2. Land of Some Other Order – 7:18
3. The Dire and Ever Circling Wolves – 7:34
4. Left in the Desert – 1:13
5. Lens of Unrectified Night – 7:56
6. An Inquest Concerning Teeth – 5:16
7. Raiford (The Felon Wind) – 7:22
8. The Dry Lake – 3:21
9. Tethered to the Polestar – 4:42
10. Untitled (Bonustrack der Vinyl-Ausgabe) – 15:08